# Peeter Luksep
Peeter Luksep, född 29 januari 1955 i Hammarby församling i Stockholms län, död 8 september 2015 i Farsta församling i Stockholm, var en svensk politiker, riksdagsledamot för moderaterna 1991–1994.
Luksep påbörjade sina studier vid Handelshögskolan i Stockholm 1974 och blev civilekonom 1981.
Han var riksdagsledamot för Moderaterna 1991-1994 och vice informationsdirektör vid Vin & Sprit. Han grundade tillsammans med Gunnar Hökmark, Håkan Holmberg och Andres Küng Måndagsrörelsen.
Han härstammade från Estland och var medlem i Sverigeesternas Riksförbund.

## Utmärkelser
- The Order for Merits to Lithuania (litauiska: Ordinas Už nuopelnus Lietuvai)[9].